# Gerold Bührer
Gerold Bührer, né le 23 juin 1948 à Hofen (originaire du même lieu et de Bibern), est une personnalité politique suisse du canton de Schaffhouse, membre du Parti radical-démocratique (PRD).
Il est député au Conseil national de fin 1991 à fin 2007 et président du PRD de 2001 à 2002. 

## Biographie
Gerold Bührer naît le 23 juin 1948 à Hofen, dans le canton de Schaffhouse. Son père est imprimeur et syndicaliste.
Il fait des études d'économie à l'Université de Zurich et y obtient une licence en 1972.
Il commence sa carrière professionnelle en 1973 à la Société de banque suisse, où il gravit les échelons jusqu'à devenir membre de la direction. Il quitte la banque au début 1991 pour prendre un poste au sein du comité de direction de l'entreprise Georg Fischer, où il est responsable des finances.
Il a le grade de capitaine à l'armée.
Il est marié pendant 35 ans à Elisabeth Bührer, avec qui il a deux enfants. Il épouse en secondes noces en 2012 la conseillère nationale bernoise Elisabeth Zölch.

## Parcours politique
Il siège au Conseil cantonal de Schaffhouse de 1982 à 1991, puis au Conseil national du 25 novembre 1991 au 2 décembre 2007. Il y est membre de la Commission des finances (CdF) de 1995 à 2001, et la préside de fin 1999 à fin 2001, de la Commission de l'économie et des redevances (CER) à partir de 1999 et de la Commission de politique extérieure  (CPE) à partir de 2003.
Il préside le Parti radical-démocratique (PRD) du canton de Schaffhouse à partir de 1989. Candidat à la présidence du groupe radical de l'Assemblée fédérale, il se voit préférer Christine Beerli par son groupe parlementaire en septembre 1996 par 27 voix contre 28. Président du parti national d'avril 2001 au 6 novembre 2002, il en démissionne pour se concentrer sur son mandat de membre du conseil d'administration de la Rentenanstalt (qu'il exerce alors depuis deux ans), menée au bord de la faillite à la suite d'une expansion coûteuse fondée sur une stratégie de bancassurance et ébranlée par un scandale de spéculations privées par certains de ses dirigeants. 

### Positionnement politique
Il fait partie de l'aile droite de son parti. Grand admirateur de Ronald Reagan et Margaret Thatcher, proche des milieux économiques, il défend le moins d'État et la réduction des impôts et promeut la concurrence. 
En matière de politique étrangère, il se dit admirateur du conseiller fédéral Friedrich Traugott Wahlen. 
Également conservateur sur le plan des valeurs, il joue notamment un rôle décisif dans le rejet par son parti de l'assurance-maternité, qu'il juge trop chère. 

## Autres mandats
Il est président d'Économiesuisse de fin 2006 à 2012. 